# Międzybórz Sycowski
Międzybórz Sycowski − Mijanka i przystanek osobowy, niegdyś stacja kolejowa w Międzyborzu, w Polsce, w województwie dolnośląskim, w powiecie oleśnickim.

## Ruch pasażerski
| Rok  | Wymiana pasażerska na dobę |
| ---- | -------------------------- |
| 2017 | 50-99                      |
| 2022 | 150-199                    |